# 光化公主 (唐朝)
光化公主（9世纪—880年代），唐朝公主，是中国唐朝第十四代皇帝唐文宗李昂的四个女儿之一。她的生母不详，史书仅仅记载了她的封号光化公主。没有关于光化公主是否婚嫁的记载。光化公主在唐僖宗广明年间去世。